# Barranc dels Burgals
El Barranc dels Burgals, és un barranc del terme de Sant Esteve de la Sarga, a la zona de Sant Esteve de la Sarga.
Es forma l'Obaga de la Bena, a 1.075 m. alt., al Montsec d'Alsamora, des d'on davalla cap a ponent fins a abocar-se en el barranc del Grau.